# Kathrin Hölzl
Kathrin Hölzl (ur. 18 lipca 1984 w Berchtesgaden) – niemiecka narciarka alpejska, mistrzyni świata i zdobywczyni Małej Kryształowej Kuli Pucharu Świata.

## Kariera
Po raz pierwszy na arenie międzynarodowej pojawiła się 29 listopada 1999 roku w Kaunertal, gdzie w zawodach University Race nie ukończyła slalomu. W 2001 roku wystartowała na mistrzostwach świata juniorów w Verbier, gdzie jej najlepszym wynikiem było szóste miejsce w zjeździe. Jeszcze trzykrotnie startowała w zawodach tego cyklu, zajmując między innymi dziesiąte miejsce w slalomie podczas mistrzostw świata juniorów w Mariborze w 2004 roku.
W zawodach Pucharu Świata zadebiutowała 15 grudnia 2001 roku w Val d’Isère, zajmując 41. miejsce w supergigancie. Pierwsze pucharowe punkty wywalczyła 21 grudnia 2005 roku w Szpindlerowym Młynie, zajmując 24. miejsce w gigancie. Na podium zawodów PŚ po raz pierwszy stanęła 18 marca 2007 roku w Lenzerheide, zajmując drugie miejsce w tej samej konkurencji. W zawodach tych rozdzieliła dwie Austriaczki: Nicole Hosp i Michaelę Kirchgasser. Łącznie dziewięć razy stawała na podium, odnosząc dwa zwycięstwa: 28 listopada 2009 roku w Aspen i 28 grudnia 2009 roku w Lienzu była najlepsza w gigantach. Najlepsze wyniki osiągnęła w sezonie 2009/2010, kiedy zajęła ósme miejsce w klasyfikacji generalnej, a w klasyfikacji giganta wywalczyła Małą Kryształową Kulę.
Na mistrzostwach świata w Val d’Isère w 2009 roku zdobyła złoty medal w gigancie. Wyprzedziła tam Tinę Maze ze Słowenii i Tanję Poutiainen z Finlandii. Była też między innymi szósta w gigancie podczas mistrzostw świata w Åre w 2007 roku. W 2010 roku wystąpiła na igrzyskach olimpijskich w Vancouver, zajmując szóste miejsce w tej samej konkurencji. Był to jej jedyny start olimpijski.
W 2011 roku zakończyła karierę.

## Osiągnięcia

### Igrzyska olimpijskie
| Miejsce | Dzień     | Rok  | Miejscowość | Konkurencja | Czas biegu | Strata | Zwyciężczyni        |
| ------- | --------- | ---- | ----------- | ----------- | ---------- | ------ | ------------------- |
| 6.      | 25 lutego | 2010 | Whistler    | Gigant      | 2:27,11    | +0,47  | Viktoria Rebensburg |

### Mistrzostwa świata
| Miejsce | Dzień     | Rok  | Miejscowość | Konkurencja | Czas biegu | Strata | Zwyciężczyni    |
| ------- | --------- | ---- | ----------- | ----------- | ---------- | ------ | --------------- |
| 6.      | 13 lutego | 2007 | Åre         | Gigant      | 2:31,72    | +1,30  | Nicole Hosp     |
| DNS1    | 16 lutego | 2007 | Åre         | Slalom      | 1:43,91    | -      | Šárka Záhrobská |
| 1.      | 12 lutego | 2009 | Val d’Isère | Gigant      | 2:03,49    | -      | -               |
| 18.     | 14 lutego | 2009 | Val d’Isère | Slalom      | 1:51,80    | +4,09  | Maria Riesch    |
| DNF2    | 19 lutego | 2011 | Ga-Pa       | Gigant      | 2:20,54    | -      | Tina Maze       |

### Mistrzostwa świata juniorów
| Miejsce | Dzień     | Rok  | Miejscowość  | Konkurencja | Czas biegu | Strata | Zwyciężczyni            |
| ------- | --------- | ---- | ------------ | ----------- | ---------- | ------ | ----------------------- |
| 6.      | 10 lutego | 2001 | Verbier      | Supergigant | 1:33,54    | +0,80  | Kathrin Wilhelm         |
| DNF1    | 10 lutego | 2001 | Verbier      | Gigant      | 2:16,31    | -      | Fränzi Aufdenblatten    |
| 29.     | 10 lutego | 2001 | Verbier      | Slalom      | 1:16,53    | +7,70  | Christine Sponring      |
| DNS2    | 3 marca   | 2002 | Tarvisio     | Gigant      | 1:52,15    | -      | Julia Mancuso           |
| DNF1    | 7 marca   | 2003 | Briançonnais | Slalom      | 1:38,53    | -      | Michaela Kirchgasser    |
| DNF1    | 8 marca   | 2003 | Briançonnais | Gigant      | 2:05,70    | -      | Jessica Lindell-Vikarby |
| 34.     | 4 lutego  | 2004 | Maribor      | Gigant      | 2:21,39    | +6,95  | Maria Riesch            |
| 10.     | 4 lutego  | 2004 | Maribor      | Slalom      | 1:40,73    | +2,03  | Kathrin Zettel          |

### Puchar Świata

#### Miejsca w klasyfikacji generalnej
- sezon 2005/2006: 70.
- sezon 2006/2007: 29.
- sezon 2007/2008: 24.
- sezon 2008/2009: 25.
- sezon 2009/2010: 8.
- sezon 2010/2011: 25.

#### Miejsca na podium w zawodach
1. Lenzerheide – 18 marca 2007 (gigant) – 2. miejsce
2. Maribor – 10 stycznia 2009 gigant) – 3. miejsce
3. Aspen – 28 listopada 2009 (gigant) – 1. miejsce
4. Lienz – 28 grudnia 2009 (gigant) – 1. miejsce
5. Cortina d’Ampezzo – 24 stycznia 2010 (gigant) – 3. miejsce
6. Garmisch-Partenkirchen – 11 marca 2010 (gigant) – 2. miejsce
7. Sölden – 23 października 2010 (gigant) – 2. miejsce
8. Aspen – 27 listopada 2010 (gigant) – 3. miejsce
9. Semmering – 28 grudnia 2010 (gigant) – 3. miejsce